# Джуль Михайло
Джуль Михайло (справжнє ім'я Млаковий Михайло Петрович; 11 березня 1895, Тростянець — 8 січня 1976, Стейтен-Айленд) — український письменник, прозаїк, публіцист.

## Біографія
Народився 13 березня 1895 р. в Тростянці. Воював у лавах УГА, потім Армії УНР. Залишився в Україні, працював педагогом у Києві. У 30-х рр. був репресований, засуджений на 10 років концентраційних таборів. Напередодні війни звільнений. Жив у Харкові. З 1944 р. у Німеччині, згодом — у США. Працював робітником.
Помер 8 січня 1976 р. у Стейтен-Айленді.

## Творчість
Автор автобіографічної повісті «Ворог народу» (1966) у співавторстві з Оленою Звичайною.